# Crocidura parvipes
Crocidura parvipes és una espècie de mamífer eulipotifle de la família de les musaranyes (Soricidae). Es troba a Àfrica: Angola, el Camerun, la República Centreafricana, la República Democràtica del Congo, Kenya, Nigèria, el Sudan, Tanzània i Zàmbia.